# 제스트 항공의 운항 노선
제스트 항공은 다음과 같은 노선을 운항하고 있다.
본 항공사는 2013년에 에어아시아에 인수 후 사명이 변경되면서 사실상 소멸되고 말았다.

## 운항 노선

### 아시아
- 중화인민공화국
  - 청두 - 청두 솽류 국제공항
  - 상하이 - 상하이 푸둥 국제공항

- 중화민국
  - 타이베이 - 타이완 타오위안 국제공항

- 대한민국
  - 부산 - 김해국제공항
  - 서울 - 인천국제공항

- 필리핀
  - 루손섬
    - 부수앙가 - 프란시스코 B. 리야스 공항
    - 라오아그 - 라오아그 국제공항
    - 레가스피 - 레가스피 공항
    - 마닐라 - 니노이 아키노 국제공항 메인 허브
    - 마린두케섬 - 마린두케 공항
    - 마스바테섬 - 모리스 R. 에스피노사 공항
    - 나가 - 나가 공항
    - 푸에르토 프린세사 - 푸에르토 프린세사 국제공항
    - 산호세 - 산호세 공항
    - 알칸타라 - 투구단 공항
    - 바라그 - 바라그 공항

  - 민다나오섬
    - 카가얀데오로 - 루비아 공항
    - 다바오 - 프란시스코 방고이 국제공항

  - 비자야스섬
    - 바콜로드 - 바콜로드 셰일 공항
    - 칼바요그 - 칼바요그 공항
    - 카타만 - 카타만 내셔널 공항
    - 세부 - 막탄 세부 국제공항 허브
    - 일로일로 - 일로일로 국제공항
    - 칼리보 - 칼리보 국제공항 허브
    - 타클로반 - 다니엘 Z. 로무디즈 공항
    - 타크빌라란 - 타크빌라란 공항

참고:

## 과거 취항지
- 아시아
  - 동아시아
    - 홍콩[2]
    - 마카오[2]
    - 대한민국 - 청주, 대구, 무안

- 동남아시아
  - 말레이시아 - 산다칸
    - 필리핀
      - 루손 - 바가오, 베스코, 카우라얀, 클라크, 딱댓, 라오아그, 나가, 타야타야, 타갈로그
      - 만다니오 - 디폴로그, 졸로, 파가디안, 수리가오, 탕다그, 타와이타와이
      - 비지야스 - 카티클랜, 산호세(앤티크)

    - 싱가포르

- 오세아니아
  - 팔라우 - 코로르